# Universo (Massimo Di Cataldo)
Universo è un singolo del cantautore italiano Massimo Di Cataldo, estratto dall'album Macchissenefrega e pubblicato il 22 gennaio 2010.

## Video musicale
Il videoclip del singolo è stato realizzato in India da Di Cataldo stesso, durante un viaggio in Asia. Altre scene sono state girate a Roma da Mirko Bonocore.